# 鳳潭
鳳潭（ほうたん、承応3年（1654年）- 元文3年2月26日（1738年4月14日））は、江戸時代中期の学僧。出身については越中国西礪波郡とされるが、一説では摂津国ともされる。また、万治2年（1659年）2月15日生まれとする説もある。
比叡山に入って出家・得度し、天台における教相と観相を学んだ。その後、中国・インドに渡ろうとしたが国禁のため果たすことができず、京阪で大乗・小乗・顕教・密教仏教各宗を研究した。とくに南都において華厳を極め、その復興に尽力した。1704年（宝永元年）江戸へ下り、大聖道場で華厳を講義する一方、華厳に対する自らの考えを著し、いろいろな宗の学僧と交流している。1723年（享保8年）京都松尾に大華厳寺を建立。浄土宗・浄土真宗・日蓮宗と議論を行い、当時の仏教界に大きな刺激を与えた。